# Windows Calendar
Windows Calendar（ウィンドウズカレンダー）とは、マイクロソフトがWindows VistaおよびWindows 8からWindows 11（24H2）までに搭載したアプリケーションである。予定などを記録することができる標準アプリケーションでMicrosoft Outlook等を特に用意しなくても簡単にスケジュールを記録できる。iCalendar 形式と互換性があり、予定表の公開や共有ができる。

## 歴史
マイクロソフトは、最初にWindows 1.0にカレンダーアプリケーションを組み込んだ。これはWindows 3.1までは同梱されていたが、Windows for WorkgroupsとWindows NT 3.1ではSchedule+に置き換えられた。Schedule+は後でWindowsからMicrosoft Officeスイートに移動され、Windows VistaのWindows Calendarまでは、Windowsには予定表アプリケーションが含まれていなかった。Windows Vistaのベータ2からWindows Calendarが同梱された。
Windows 7ではカレンダーはWindows Live Calendarが搭載されたが、Windows 8では単に「カレンダー」に戻った。そのままWindows 11まで引き継がれたが、2024年末でサポートを終了し、後継となるのはOutlook for Windowsである。

## 機能

### Windows Vista
このバージョンは、WebDAV対応のウェブサーバおよびネットワーク共有でのカレンダーの共有、購読、公開をサポートする。常に.icsファイルをサポートしており、購読機能によりGoogleカレンダーとの同期が可能になった。Windows Calendarのインターフェイスは同じくWindows Vista搭載の Windows Mailのものと同一だが、2つのアプリはお互いに別々のアプリケーションであり連携していなかった。既定のカレンダー名は変更することができる。

### Windows 8/8.1
Modern UIアプリとして、Windows 8に標準搭載された。メールアプリとPeopleアプリと共にインストール及びアンインストールされる。Windows 8のカレンダーは当初、Outlook.com、Exchange、Googleカレンダー、Facebookカレンダーをサポートしていたが、APIの変更により、FacebookカレンダーとGoogleカレンダーはWindows 8では直接同期できなくなった。Microsoft アカウントで他のWindows 8のPCと同期ができる。.icsファイルはこのバージョンではサポートされていない。

### Windows 10/11
UWPアプリとして、Windows 10/11に標準搭載され、メールアプリと共にMicrosoft Storeで提供されている。Outlook.com、Exchange、Googleカレンダー、iCloudカレンダーのサーバー構成が事前に設定されている。.icsファイルはWindows 10 Anniversary Updateよりサポートされた。
2022年5月に、Outlook.comをベースにした新しいOutlook for Windowsのプレビュー版がリリースされ、その後2024年にかけて本アプリからの移行期間が設けられ、最終的に2024年12月31日にWindows Mailのサポートが終了した。